# 阿塔米斯基縣

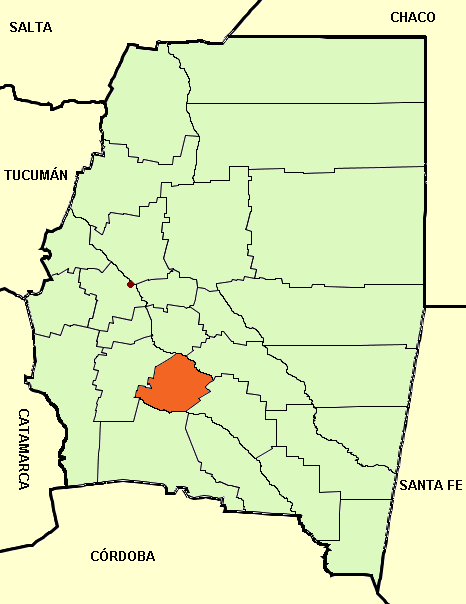

28°29′36″S 63°49′3″W / 28.49333°S 63.81750°W
阿塔米斯基縣（西班牙語：Departamento Atamisqui），是阿根廷的縣份，位於該國北部聖地亞哥-德爾埃斯特羅省，首府設於阿塔米斯基鎮，面積2,259平方公里，2010年人口10,923，人口密度每平方公里4.84人。